# Scottish FA Cup 2014/15
Der Scottish FA Cup wurde 2014/15 zum 130. Mal ausgespielt. Der wichtigste schottische Fußball-Pokalwettbewerb, der offiziell als William Hill Scottish Cup ausgetragen und vom Schottischen Fußballverband geleitet wurde, begann am 16. August 2014 und endete mit dem Finale am 30. Mai 2015 im Hampden Park von Glasgow. Titelverteidiger war der FC St. Johnstone, der im Vorjahresfinale gegen Dundee United zum ersten Mal in der 130-jährigen Vereinsgeschichte den Pokal in Schottland gewinnen konnte. Im diesjährigen Endspiel trafen Inverness Caledonian Thistle und der FC Falkirk aufeinander, wovon sich der Verein aus den Highlands den Pokalsieg sicherte und damit an der 2. Qualifikationsrunde der UEFA Europa League 2015/16 teilnahm.

## Termine
Die Spielrunden werden an folgenden Terminen ausgetragen:
- Preliminary Round: 16. August 2014 (Sa.)
- 1. Hauptrunde: 13. September 2014 (Sa.)
- 2. Hauptrunde: 4. Oktober 2014 (Sa.)
- 3. Hauptrunde: 1. November 2014 (Sa.)
- 4. Hauptrunde: 29. November 2014 (Sa.)
- Achtelfinale: 7. Februar 2015 (Sa.)
- Viertelfinale: 7. März 2015 (Sa.)
- Halbfinale: 18./19. April 2015 (Sa./So.)
- Finale: 30. Mai 2015 (Sa.)

## Preliminary Round
Ausgetragen wurden die Begegnungen am 16. August 2014. Die Wiederholungsspiele fanden am 23. August 2014 statt.
|                                   | Ergebnis |                                 |
| --------------------------------- | -------- | ------------------------------- |
| FC Lothian Thistle Hutchison Vale | 3:0      | FC Burntisland Shipyard Amateur |
| FC Auchinleck Talbot              | 5:1      | St. Cuthbert Wanderers          |
| Hurlford United                   | 2:2      | Edinburgh University            |
| Glasgow University                | 1:9      | Cove Rangers                    |
| FC Vale of Leithen                | 0:1      | Gala Fairydean Rovers           |
| FC Newton Stewart                 | 2:2      | FC Hawick Royal Albert          |
| Edinburgh City                    | 5:0      | FC Fort William                 |
| FC Wigtown & Bladnoch             | 1:2      | FC Civil Service Strollers      |

Wiederholungsspiele
|                        | Ergebnis |                   |
| ---------------------- | -------- | ----------------- |
| Edinburgh University   | 0:5      | Hurlford United   |
| FC Hawick Royal Albert | 3:0      | FC Newton Stewart |

## 1. Runde
Ausgetragen wurden die Begegnungen am 13. September 2014. Das Wiederholungsspiel fand am 20. September 2014 statt.
|                                   | Ergebnis |                            |
| --------------------------------- | -------- | -------------------------- |
| FC Lossiemouth                    | 0:4      | Turriff United             |
| FC Deveronvale                    | 0:1      | Nairn County               |
| FC Selkirk                        | 0:4      | Bo’ness United             |
| Gretna 2008                       | 2:1      | Gala Fairydean Rovers      |
| FC Culter                         | 4:2      | Strathspey Thistle         |
| Clachnacuddin FC                  | 1:7      | Hurlford United            |
| FC Rothes                         | 0:4      | Banks O’ Dee               |
| Preston Athletic                  | 1:2      | Threave Rovers             |
| Forres Mechanics                  | 4:1      | FC Civil Service Strollers |
| FC Huntly                         | 2:1      | Wick Academy               |
| Cove Rangers                      | 9:0      | FC Hawick Royal Albert     |
| FC Keith                          | 1:3      | Formartine United          |
| Edinburgh City                    | 2:1      | FC Coldstream              |
| FC Fraserburgh                    | 0:0      | FC Linlithgow Rose         |
| FC Lothian Thistle Hutchison Vale | 0:1      | FC East Kilbride           |
| FC Golspie Sutherland             | 1:4      | Dalbeattie Star            |
| FC Auchinleck Talbot              | 5:0      | Buckie Thistle             |
| FC Whitehill Welfare              | 3:1      | FC Girvan                  |

Wiederholungsspiel
|                    | Ergebnis |                |
| ------------------ | -------- | -------------- |
| FC Linlithgow Rose | 2:1      | FC Fraserburgh |

## 2. Runde
Ausgetragen wurden die Begegnungen am 4. Oktober 2014. Die Wiederholungsspiele fanden am 11. Oktober 2014 statt.
|                         | Ergebnis |                       |
| ----------------------- | -------- | --------------------- |
| FC Linlithgow Rose      | 5:1      | Dalbeattie Star       |
| Edinburgh City          | 2:1      | FC Auchinleck Talbot  |
| Nairn County            | 2:1      | FC Huntly             |
| FC Arbroath             | 2:2      | FC Montrose           |
| FC East Fife            | 7:0      | Threave Rovers        |
| FC Spartans             | 3:3      | FC East Kilbride      |
| Bo’ness United          | 7:1      | FC Culter             |
| Berwick Rangers         | 2:0      | Formartine United     |
| Brora Rangers           | 5:0      | Banks O’ Dee          |
| Cove Rangers            | 1:2      | Annan Athletic        |
| Elgin City              | 0:0      | Forres Mechanics      |
| FC Whitehill Welfare    | 0:1      | FC East Stirlingshire |
| FC Inverurie Loco Works | 0:3      | Hurlford United       |
| Gretna 2008             | 0:1      | FC Queen’s Park       |
| Turriff United          | 0:3      | FC Clyde              |
| Stirling University     | 1:4      | Albion Rovers         |

Wiederholungsspiele
|                  | Ergebnis  |             |
| ---------------- | --------- | ----------- |
| FC Montrose      | 1:3 n. V. | FC Arbroath |
| Forres Mechanics | 1:3       | Elgin City  |
| FC East Kilbride | 1:5       | FC Spartans |

## 3. Runde
Ausgetragen wurden die Begegnungen am 1. und 2. November 2014. Die Wiederholungsspiele fanden am 8. und 11. November 2014 statt.
|                       | Ergebnis |                      |
| --------------------- | -------- | -------------------- |
| Edinburgh City        | 2:3      | Brora Rangers        |
| Forfar Athletic       | 1:3      | FC Cowdenbeath       |
| FC East Fife          | 2:3      | Berwick Rangers      |
| Hurlford United       | 1:1      | Stirling Albion      |
| FC Stenhousemuir      | 1:2      | Brechin City         |
| Elgin City            | 4:4      | Bo’ness United       |
| FC Arbroath           | 2:1      | Nairn County         |
| FC Peterhead          | 0:1      | FC Stranraer         |
| FC Spartans           | 2:0      | FC Clyde             |
| Ayr United            | 1:1      | Alloa Athletic       |
| Greenock Morton       | 0:0      | Airdrieonians FC     |
| FC Queen’s Park       | 1:2      | Albion Rovers        |
| FC Dumbarton          | 0:1      | Glasgow Rangers      |
| FC Linlithgow Rose    | 0:2      | Raith Rovers         |
| FC East Stirlingshire | 1:4      | Dunfermline Athletic |
| Annan Athletic        | 3:2      | FC Livingston        |

Wiederholungsspiele
|                  | Ergebnis                |                 |
| ---------------- | ----------------------- | --------------- |
| Stirling Albion  | 2:2 n. V. (13:12 i. E.) | Hurlford United |
| Bo’ness United   | 5:4                     | Elgin City      |
| Alloa Athletic   | 4:0                     | Ayr United      |
| Airdrieonians FC | 0:2                     | Greenock Morton |

## 4. Runde
Ausgetragen wurden die Begegnungen am 29. und 30. November 2014. Die Wiederholungsspiele fanden am 2. und 9. Dezember 2014 statt.
|                     | Ergebnis |                              |
| ------------------- | -------- | ---------------------------- |
| FC St. Johnstone    | 2:1      | Ross County                  |
| FC St. Mirren       | 1:1      | Inverness Caledonian Thistle |
| Stirling Albion     | 0:2      | Raith Rovers                 |
| Glasgow Rangers     | 3:0      | FC Kilmarnock                |
| Heart of Midlothian | 0:4      | Celtic Glasgow               |
| Queen of the South  | 4:1      | Brora Rangers                |
| FC Stranraer        | 2:2      | Dunfermline Athletic         |
| Bo’ness United      | 0:5      | FC Arbroath                  |
| FC Falkirk          | 1:0      | FC Cowdenbeath               |
| FC Spartans         | 2:1      | Greenock Morton              |
| Berwick Rangers     | 1:1      | Albion Rovers                |
| FC Dundee           | 2:1      | FC Aberdeen                  |
| Annan Athletic      | 1:1      | Brechin City                 |
| Alloa Athletic      | 1:2      | Hibernian Edinburgh          |
| FC Motherwell       | 1:2      | Dundee United                |
| Partick Thistle     | 2:0      | Hamilton Academical          |

Wiederholungsspiele
|                              | Ergebnis |                 |
| ---------------------------- | -------- | --------------- |
| Inverness Caledonian Thistle | 4:0      | FC St. Mirren   |
| Dunfermline Athletic         | 1:3      | FC Stranraer    |
| Albion Rovers                | 0:1      | Berwick Rangers |
| Brechin City                 | 4:2      | Annan Athletic  |

## Achtelfinale
Ausgetragen wurden die Begegnungen am 7. und 8. Februar 2015. Das Wiederholungsspiel fand am 17. Februar 2015 statt.
|                     | Ergebnis |                              |
| ------------------- | -------- | ---------------------------- |
| Queen of the South  | 2:0      | FC St. Johnstone             |
| Glasgow Rangers     | 1:2      | Raith Rovers                 |
| FC Dundee           | 0:2      | Celtic Glasgow               |
| Hibernian Edinburgh | 3:1      | FC Arbroath                  |
| FC Falkirk          | 2:1      | Brechin City                 |
| FC Stranraer        | 0:3      | Dundee United                |
| Partick Thistle     | 1:2      | Inverness Caledonian Thistle |
| FC Spartans         | 1:1      | Berwick Rangers              |

Wiederholungsspiel
|                 | Ergebnis |             |
| --------------- | -------- | ----------- |
| Berwick Rangers | 1:0      | FC Spartans |

## Viertelfinale
Ausgetragen wurden die Begegnungen am 6./8. und 10. März 2015. Das Wiederholungsspiel fand am 18. März 2015 statt.
|                              | Ergebnis |                 |
| ---------------------------- | -------- | --------------- |
| Queen of the South           | 0:1      | FC Falkirk      |
| Inverness Caledonian Thistle | 1:0      | Raith Rovers    |
| Hibernian Edinburgh          | 4:0      | Berwick Rangers |
| Dundee United                | 1:1      | Celtic Glasgow  |

Wiederholungsspiel
|                | Ergebnis |               |
| -------------- | -------- | ------------- |
| Celtic Glasgow | 4:0      | Dundee United |

## Halbfinale
Ausgetragen wurden die Begegnungen am 18. und 19. April 2015 im Hampden Park von Glasgow.
|                              | Ergebnis  |                |
| ---------------------------- | --------- | -------------- |
| Inverness Caledonian Thistle | 3:2 n. V. | Celtic Glasgow |
| Hibernian Edinburgh          | 0:1       | FC Falkirk     |

## Finale
| FC Falkirk                                                         | FC Falkirk | Inverness Caledonian Thistle | Inverness Caledonian Thistle |
| ------------------------------------------------------------------ | --- | --- | ---------------------------- |
| FC Falkirk                                                         | \| Samstag, 30. Mai 2015 um 17:00 Uhr (BST) in Glasgow (Hampden Park) \| \| Ergebnis: 1:2 (0:1) \| \| Zuschauer: 37.149 \| \| Schiedsrichter: William Collum \| \| Spielbericht \|                                          | \| Samstag, 30. Mai 2015 um 17:00 Uhr (BST) in Glasgow (Hampden Park) \| \| Ergebnis: 1:2 (0:1) \| \| Zuschauer: 37.149 \| \| Schiedsrichter: William Collum \| \| Spielbericht \|                                                                 | Inverness Caledonian Thistle |
| FC Falkirk                                                         | Jamie MacDonald – Kieran Duffie, David McCracken, Peter Grant – Luke Leahy, Blair Alston, Will Vaulks, Tom Taiwo, Craig Sibbald – David Smith (63. Botti Bia-Bi), Rory Loy (90.+5 Taylor Morgan) Cheftrainer: Peter Houston | Ryan Esson – Graeme Shinnie, Daniel Devine, Josh Meekings, Carl Tremarco – Greg Tansey, Ross Draper, Marley Watkins (90.+3 Nick Ross), Aaron Doran (78. Danny Williams), Ryan Christie (72. James Vincent) – Edward Ofere Cheftrainer: John Hughes | Inverness Caledonian Thistle |
| FC Falkirk                                                         | 1:1 Peter Grant (80.) | 0:1 Marley Watkins (31.) 1:2 James Vincent (86.) | Inverness Caledonian Thistle |
| FC Falkirk                                                         | Tom Taiwo (77.) | | Inverness Caledonian Thistle |
| FC Falkirk                                                         | Carl Tremarco (75.) | | Inverness Caledonian Thistle |
| Samstag, 30. Mai 2015 um 17:00 Uhr (BST) in Glasgow (Hampden Park) | | |                              |
| Ergebnis: 1:2 (0:1)                                                | | |                              |
| Zuschauer: 37.149                                                  | | |                              |
| Schiedsrichter: William Collum                                     | | |                              |
| Spielbericht                                                       | | |                              |